# Ворота Заборовского
Ворота Заборо́вского (укр. Брама Заборовського) — западный (со стороны Золотых ворот) парадный въезд в резиденцию митрополитов Киевских и всея Руси на территории Софийского собора в Киеве. 

## История
Сооружены в 1746 году во время масштабных реставрационно-строительных работ на территории Софии Киевской архитектором Иоганном Шеделем. Заказчик — митрополит Киевский и Галицкий, епископ Русской православной церкви Рафаил (в миру Михаил Заборовский), знаток и любитель искусства, именем которого и назван памятник.
В XIX веке, во время строительного бума, ворота оказались в глухом Георгиевском переулке, уровень земли возле них повысился на метр. Из-за этого в 1822—1823 годах памятник почти полностью разобран, арку сохранённого восточного фасада замуровали кирпичом, а прилегающий митрополитный двор преобразован в сад.

## Архитектура
От первоначальных ворот сохранился только западный фасад. Остальное разобрано в XIX веке (по состоянию на 2011 год полностью восстановлено).
Во время археологических раскопок 1957 года установлены первичная планировка и вид ворот. Это было одноэтажное прямоугольное здание со сторонами 16,67 м (с севера на юг) и 13,46 м (с востока на запад), возведено из кирпича на известковом растворе. В центральной части пролегал арочный проезд 3,87 м высотой, а по бокам находились кордегардии. Все перекрытия памятника — сводчатые, её венчала двускатная крыша, оба (восточный и западный) фасады украшали фронтоны.
Сохранённый аутентичный фасад украшен двумя парами колонн с коринфскими капителями и завершён высоким фигурным фронтоном с насыщенным растительным орнаментом, который имитирует листья аканта и винограда, и гербом митрополита Рафаила.

## Современность
Весь ансамбль Софии Киевской занесён в Список объектов всемирного наследия ЮНЕСКО. С 2007 года по специальному разрешению ЮНЕСКО продолжается воссоздание сооружения в первичном виде — для сохранения его архитектурной целостности. Земля на трапециевидной площадке перед воротами убрана на 1,2 м, со стороны Стрелецкого переулка обустроили ступени вниз.

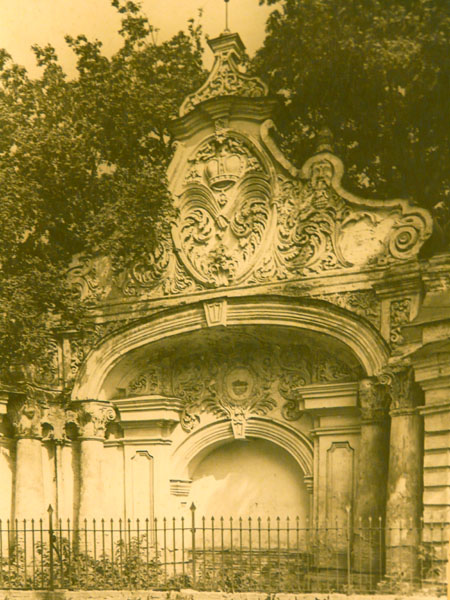
Фото начала XX века
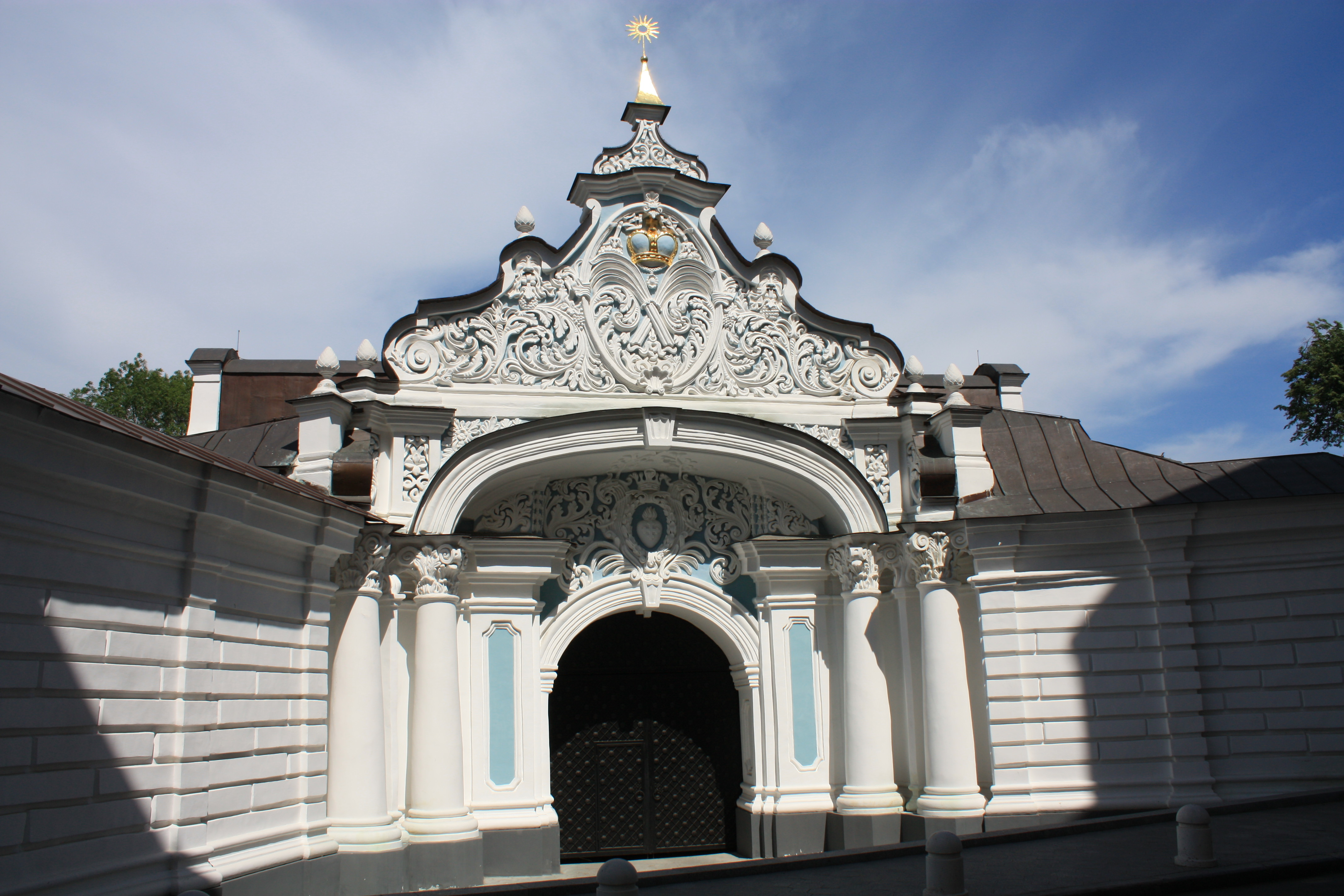
Западный фасад
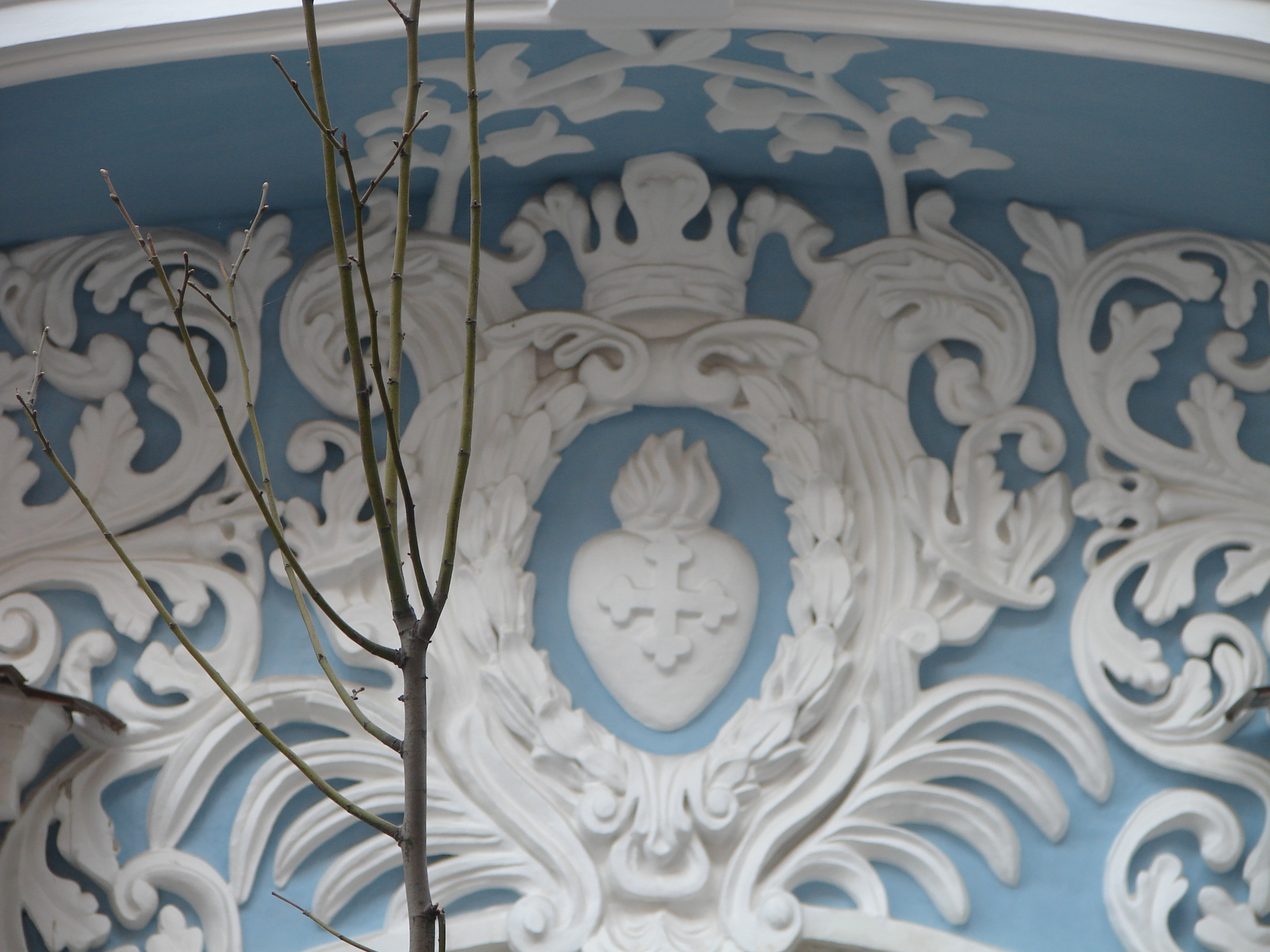
Герб Рафаила
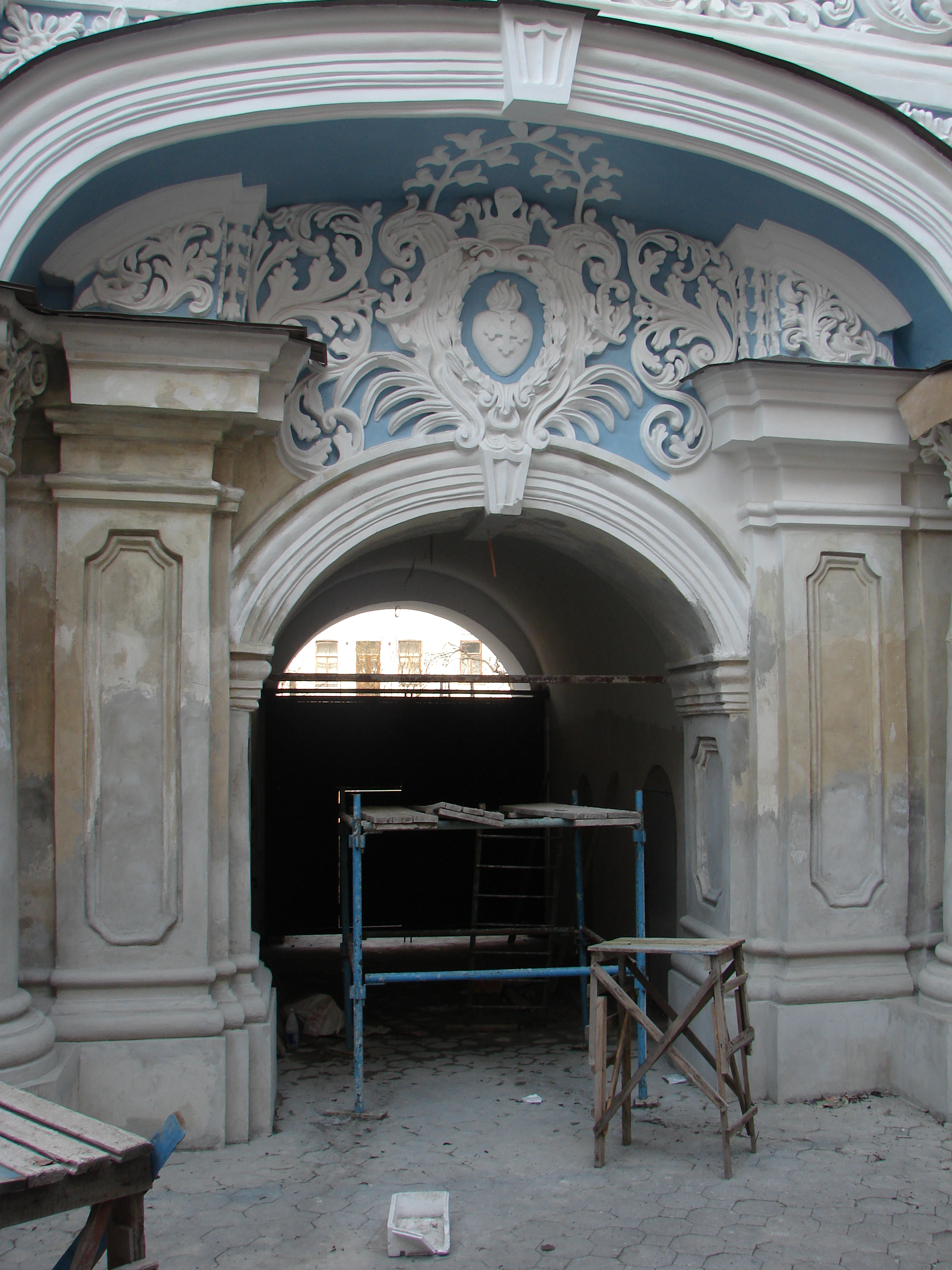
Проезд (в процессе реставрации)
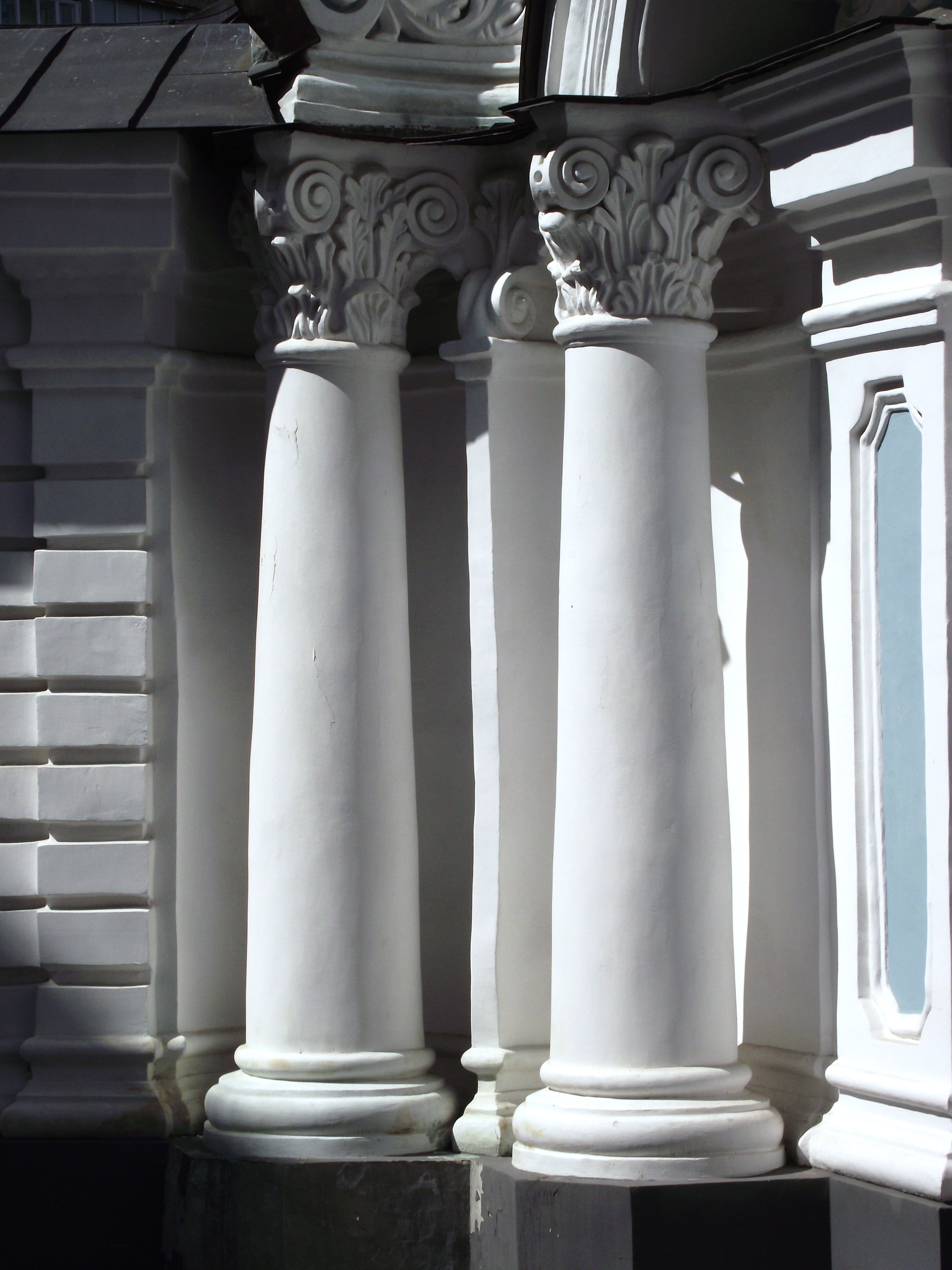
Колоны и ступени для спуска ниже уровня переулка
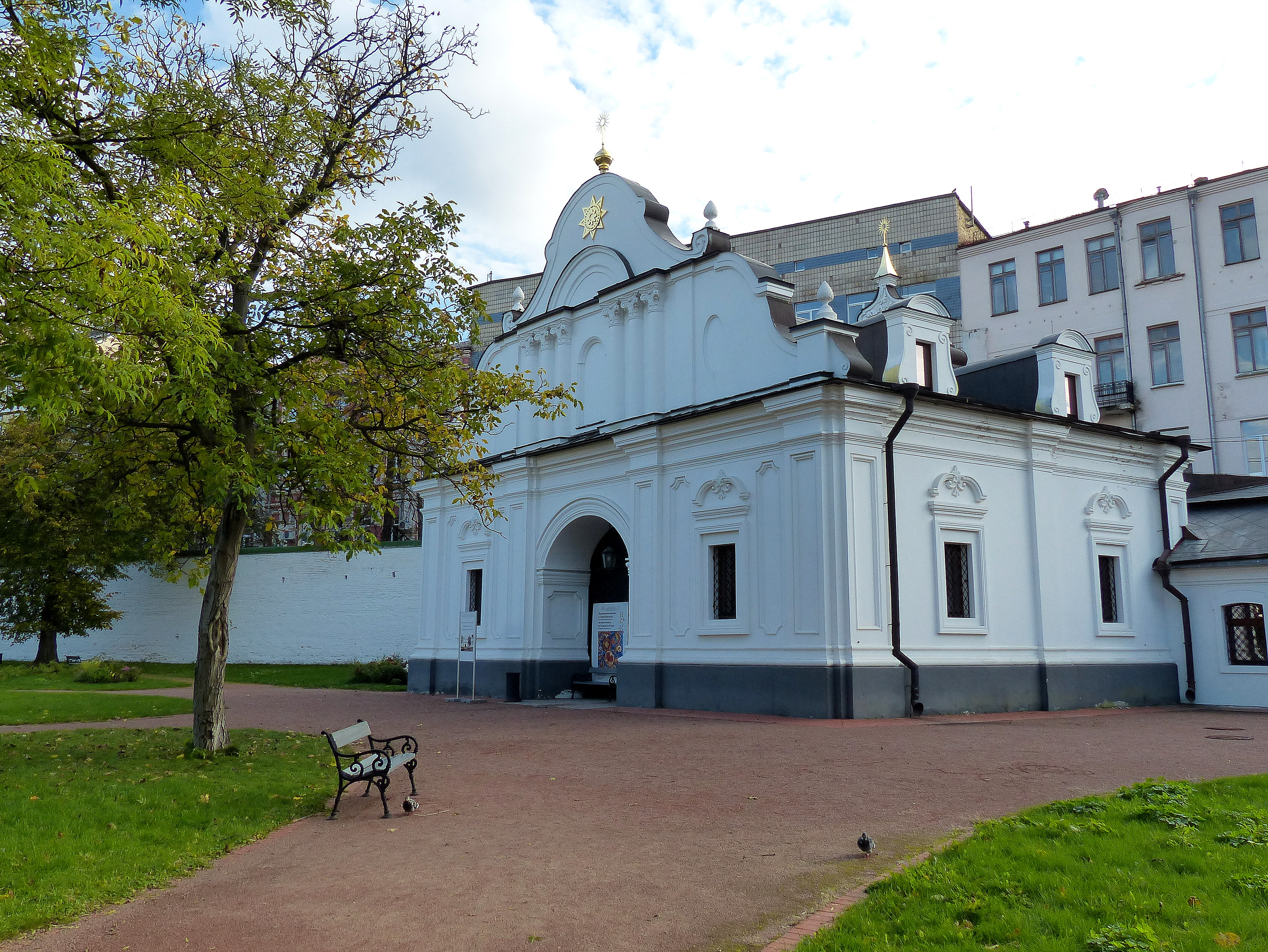
После реставрации